# Мурун-Кир
Мурун-Кир (крим. Murun Qır) — гора в Сімферопольському районі АРК біля села Мамак (Строгонівка), за 2 км від Сімферополя, належить до Кримських гір.

## Загальні дані

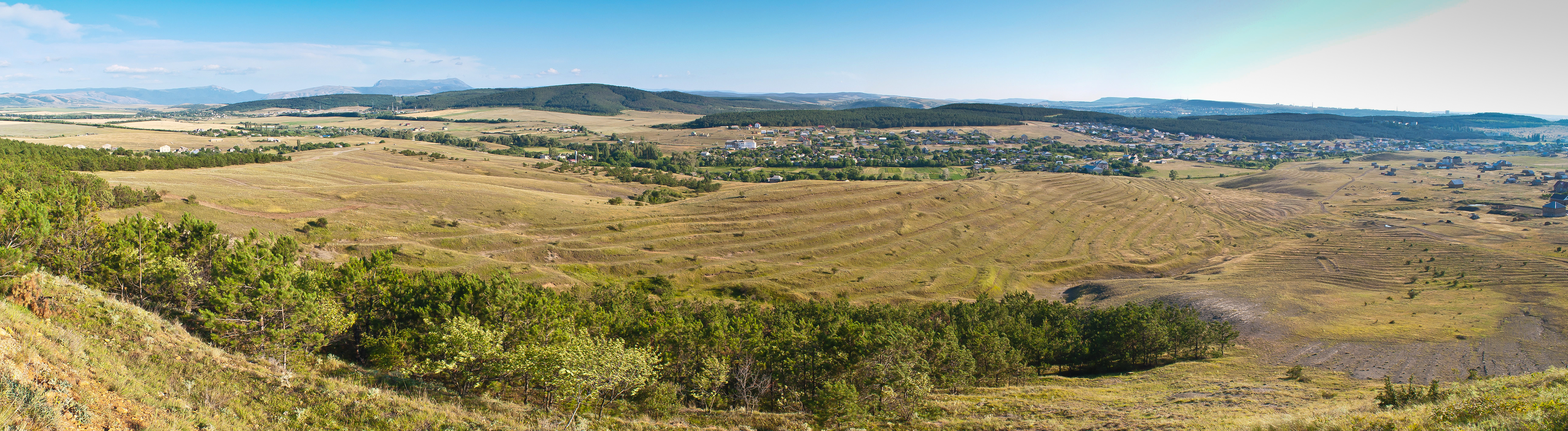
Вид зі скелі на село Мамак (Строгонівка)

Мурун-Кир - височина (441 м) Внутрішньої гряди Кримських гір на правому березі річки Малий Салгир, над східною околицею села Мамак (Строганівка). Мурун-Кир з'єднується із ще одним, трохи нижчим плато Кара-Оба. Складено ці два масиви - як і всі інші гори Внутрішньої гряди, включаючи Дженакай-Кир - з вапняків нуммулітів.
Чечеклі-Кир — «квітковий бугор» — західний виступ масиву, навпроти гори Кара Оба.
Плато вкрите невисокою травою і такими ж невисокими деревцями, що видніються серед кам'яних брил і насипів. На верхній точці Мурун-Кир знаходиться якийсь секретний об'єкт, обнесений колючим дротом. У 1960-70 роки сімферопольським лісівникам вдалося засадити схили кримською сосною (посадки ці рясніють маслюками, чому популярні у грибників).
Унікальна гора і своїми висхідними струмами повітря (причому в другій половині дня), що робить Мурун-Кир «меккою» дельта- та парапланеристів.
У підніжжя, в селі, зберігся будинок, що належав Ф. Ф. Лашкову, активному члену ТУАК (Таврійська Вчена архівна комісія), де він і його дружина були вбиті 9 грудня 1917 року.

## ГротиЧокурча-2таЧокурча-3
Найцікавішими (з погляду археології та краєзнавства) об'єктами на Мурун-Кир є гроти Чокурча-2 та Чокурча-3. Хоча район Чокурча (нинішнє Лугове) знаходиться за два кілометри від цього місця, на лівому березі Малого Салгира з іншого боку об'їзної траси, назву гроти «успадкували» від знаменитого грота Чокурча, де в 1920-ті роки археолог Н. Л. Ернст вів розкопки стоянки стародавньої людини періоду пізнього палеоліту (епоха Мустьє). Відкриття стародавнього минулого двох гротів на Мурун-Кир належить сімферопольському історику Анатолію Столбунову, який з небувалим ентузіазмом вивчав їх після того, як у жовтні 1978 року сімферопольські школярі принесли в Обласний краєзнавчий музей. Так випадково було зроблено це дивовижне відкриття, що змушує по-новому подивитися на вік не лише мистецтва, а й людства. Співробітники музею отримали зразки творчості мустьєрської людини. Серед майстерно вигравіруваних або намальованих сажею або охрою зображень на відполірованому камінні та кістках значне місце займають досить складні тотемічні композиції: люди-птиці, люди-тварини. Головною ж темою образотворчого мистецтва є людина сучасної фізичної подоби. На деяких мініатюрах поруч із ликами гомо сапієнса зустрічаються зображення істот неандертальського типу (що дозволяє припустити співіснування цих двох видів однією території одночасно). Запорізький астроном В. М. Чернов розглянув на одній із кісток гравюру зоряного неба, порівняв її із зірковим атласом академіка А. А. Михайлова та ототожнив 17 сузір'їв Північної та Південної півкуль зі ста двома зірками.